# جزيرة كيدومبيت الشرقية
جزيرة كيدومبيت الشرقية وهي جزيرة من جزر إندونيسيا، وتقع مقاطعة بيناجام باسر الشمالية في إقليم كالمنتان الشرقية في إندونيسيا.